# Henry Smith Pritchett
Henry Smith Pritchett (* 26. April 1857 in Fayette (Missouri); † 28. August 1939 in Santa Barbara (Kalifornien)) war ein US-amerikanischer Pädagoge, Wissenschaftsorganisator und Astronom.

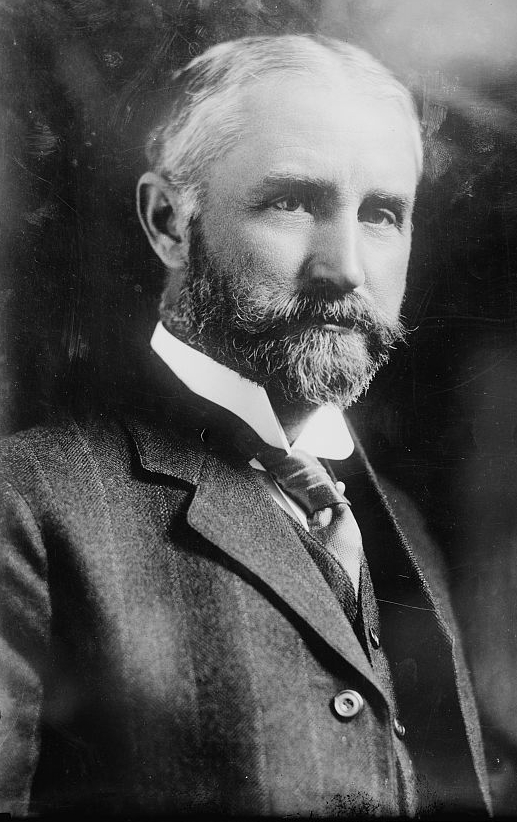
Henry Smith Pritchett

Er war der Sohn des Astronomen und Pädagogen Carr Waller Pritchett (1823–1910), erster Präsident des Pritchett College in Glasgow (Missouri)  und Direktor des dortigen Morrison Observatory. Pritchett studierte am Pritchett College mit dem Bachelorabschluss 1875 und am US Naval Observatory in Washington, D.C. bei Asaph Hall, wo er Assistant Astronomer wurde. 1880 ging er zurück nach Glasgow ans Morrison Observatory. 1882 war er an der Beobachtung des Venustransits in Neuseeland beteiligt. 1883 wurde er Professor für Mathematik und Astronomie und Direktor des Observatoriums der Washington University in St. Louis. Er ging nochmals zum Studium nach Deutschland, wo er 1895 an der Universität München promoviert wurde. 1897 bis 1900 war er Superintendent des US Coast and Geodetic Survey.
1900 bis 1906 war er der Präsident des Massachusetts Institute of Technology (MIT). 1901 wurde er in die American Academy of Arts and Sciences gewählt.
Danach war er bis zu seinem Ruhestand (aufgrund von Überarbeitung) 1930 Präsident der Carnegie Foundation for the Advancement of Teaching (CFAT), an der er 1918 den Teachers Insurance and Annuity Association – College Retirement Equities Fund, einen Pensionsfonds für Lehrer gründete. Er war auch mit anderen Projekten der Carnegie-Stiftung verbunden wie deren Friedenspreis, der Carnegie Endowment for International Peace und der Carnegie Institution for Science in Washington, D.C., zu deren Trustees er gehörte.
Pritchard war vielfacher Ehrendoktor.
Er war zweimal verheiratet: in erster Ehe seit 1881 mit Ida Williams, mit der er drei Söhne und eine Tochter hatte, in zweiter Ehe ab 1900 mit Eva McAllister.